# Oncholaimus dujardinii
Oncholaimus dujardinii is een rondwormensoort uit de familie van de Oncholaimidae. De wetenschappelijke naam van de soort is voor het eerst geldig gepubliceerd in 1878 door De Man.